# 佐洛塔斯洛博達
49°25′17″N 25°15′3″E / 49.42139°N 25.25083°E
佐洛塔斯洛博達（烏克蘭語：Золота Слобода）是位於烏克蘭西部特諾皮爾州裏特諾皮爾區的村莊，始建於1785年，面積0.27平方公里，2001年人口901，人口密度每平方公里3,374.5人。